# Дипфейк
Дипфейк (англ. deepfake от deep learning «глубинное обучение» + fake «подделка») — методика синтеза изображения или голоса, основанная на искусственном интеллекте.

## Технология

Джо Байден и Дональд Трамп, изображение с помощью технологии deepfake

### Синтез изображения
Мето́дика си́нтеза изображе́ния используется для соединения и наложения существующих изображений и видео на исходные изображения или видеоролики. В подавляющем большинстве случаев для создания таких видео используют генеративно-состязательные нейросети (GAN). Одна часть алгоритма учится на реальных фотографиях определённого объекта и создаёт изображение, буквально «состязаясь» со второй частью алгоритма, пока та не начнёт путать копию с оригиналом.
Методы выявления движения и превращения в целевое видео, которое похоже на целевой образ, были представлены в 2016 году и позволяют создавать поддельные мимические изображения в существующем 2D-видео в режиме реального времени. 1 сентября 2020 года компания Microsoft анонсировала свою новую разработку — Microsoft Video Authenticator, программное обеспечение, которое позволяет определить вмешательство в видео. Дипфейк-ролики можно легко найти на популярных сайтах потокового видео, таких как YouTube или Vimeo. Популярной программой является FakeApp, использующая TensorFlow.

### Голосовые дипфейки
Используя модифицированный алгоритм преобразования текста в речь и обработку компьютером аудиозаписей речи того или иного человека, возможно «подделать» голос этого человека. Так создаются голосовые дипфейки. С помощью этой технологии возможно адаптировать голоса актёров при локализации фильмов, создавать естественную речь для людей, утративших возможность говорить, начитывать аудиокниги для детей голосами родителей, подстраивать речь под определённый акцент, создавать реалистичные видеоаватары — личности для голосовых ассистентов. Впрочем, эта технология может также использоваться и злоумышленниками для обмана, дискредитации или дезинформации.

## Применение

### Фальсификация
Дипфейк используют для замены определённых элементов изображения на желаемые образы, в частности для создания фальшивых порнографических видео со знаменитостями или для порно-мести. Среди всех видео с применением данной технологии порно-дипфейки составляют 96 %, причём 99 % из них делаются с участием популярных актрис и певиц. Дипфейк-порнография появилась в Интернете в 2017 году, в частности на Reddit, и была запрещена многими сайтами, включая сам Reddit, Twitter и Pornhub. Технология дипфейк также может быть использована для создания поддельных новостей и вредоносных обманов.
В 2020 году британский телеканал Channel 4 выпустил ложное рождественское поздравление от лица королевы Елизаветы II. Руководство телеканала объяснило произошедшее предупреждением о том, что с помощью Deepfake можно вводить людей в заблуждение, но некоторые люди всё равно осудили действия телеканала.

### В политике
С 2018 года дипфейки получили широкое распространение в общественно-политической сфере, как с целью шуток, так и для манипуляции общественным мнением. В апреле 2018 года было создано вирусное видео, на котором бывший президент США Барака Обама обращается к зрителям с неожиданными фразами. Лицо Обамы было синтезировано нейросетью, а сам ролик создали как наглядное предупреждение о потенциальных угрозах инноваций.
В январе 2024, накануне праймериз в штате Нью-Гэмпшир, некоторые избиратели получили звонки с автоматическим сообщением, звучащим голосом президента Джо Байдена. Голос, похожий на Байдена, просил людей не приходить на предварительное голосование: «Ваш голос важен в ноябре, а не в этот вторник».
Один из самых громких кейсов использования дипфейков в политике произошёл в Словакии в 2023 году накануне парламентских выборов. За двое суток до выборов на Facebook появилась аудиозапись, в которой лидер прогрессивной партии Михал Шимечка будто бы обсуждает с журналисткой Моникой Тодовой план фальсификации выборов. Деятели говорили о покупке голосов у ромского населения страны. Фактчекеры выявили признаки генерации речи искусственным интеллектом, а вовлечённые в скандал лица быстро отвергли свою причастность к записи. Тем не менее, публикация сгенерированного искусственным интеллектом компромата оказала влияние на результаты выборов.
С 2022 года фиксируется первое применение дипфейков в военно-политических целях. 16 марта 2022 года на взломанном новостном сайте распространилось фейковое видео от имени президента Украины Владимира Зеленского. В ролике сгенерированное изображение Зеленского обращалось к украинским войскам с призывом сложить оружие и сдаться России.
В июне 2023 года уже Россия подверглась информационной атаке на основе дипфейк-технологии. Хакеры взломали трансляции в нескольких регионах страны и пустили в эфир поддельное экстренное обращение Владимира Путина. «Путин» объявил, что ВСУ при поддержке НАТО вторглись в Брянскую, Белгородскую и Курскую области. Поддельный лидер декларировал введение военного положения, всеобщую мобилизацию и призывал население к эвакуации вглубь страны.
Использование дипфейк-технологий с целью влияния на общественное мнение, выборы и даже распространение государственной пропаганды во внешний мир также фиксировалось в Китае, Индии, Беларуси и Великобритании.

### В искусстве и развлечениях
Технология дипфейк использовалась в музейном пространстве: например, в Музее Сальвадора Дали во Флориде в честь 115-летия известного художника была организована специальная выставка Dalí Lives («Дали жив»). По словам кураторов проекта, на этом мероприятии «искусство встречает искусственный интеллект». Они использовали сгенерированный искусственным интеллектом прототип художника, который общался с посетителями музея, рассказывал им истории о своих картинах и жизни, а также делал селфи и присылал фотографии на почту посетителей.